# Sielce (Lublin)
Pour les articles homonymes, voir Sielce.
Sielce (prononciation [ˈɕɛlt͡sɛ]) est un village de la gmina de Końskowola du powiat de Puławy dans la voïvodie de Lublin, situé dans l'est de la Pologne.
Il se situe à environ 4 kilomètres au nord-est de Końskowola (siège de la gmina), 10 kilomètres à l'est de Puławy (siège du powiat) et 39 kilomètres au nord-ouest de Lublin (capitale de la voïvodie).
Le village comptait une population de 599 habitants en 2008.

## Histoire
De 1975 à 1998, le village est attaché administrativement à l'ancienne voïvodie de Lublin.

Depuis 1999, il fait partie de la nouvelle voïvodie de Lublin.